# Ixalerpeton
Ixalerpeton polesinensis
Genre
Espèce
Ixalerpeton est un genre fossile de reptiles bipèdes appartenant au clade des dinosauromorphes et à la famille des Lagerpetidae du Trias supérieur (Carnien).
Ce genre comprend une unique espèce, Ixalerpeton polesinensis, décrite en 2016 par Sérgio Cabreira (d) et son équipe, et dont le spécimen type a été découvert dans la formation de Santa Maria, au Brésil. Cette formation géologique a été datée de 233 Ma (millions d'années) par datations radiométriques, dans le Carnien. Ixalerpeton polesinensis a été trouvé près de restes d'un dinosaure du genre Buriolestes.